# Myangad
Els myangad ('els milers') de persones són un grup ètnic mongol Oirat. Viuen a la suma de Myangad, a la província de Khovd, Mongòlia. N'hi ha 5.993, un 0,2% de la població de Mongòlia. Apareixen documentats per primera vegada al segle xvi.